# Кфар-Блюм
Кфар-Блюм (ивр. כְּפַר בְּלוּם‎) — кибуц в Северном округе Израиля, входящий в региональный совет Ха-Галиль-ха-Элион. Основан в 1943 году, основа экономики — сельское хозяйство, туризм, имеются предприятия высоких технологий. Место проведения ежегодного фестиваля камерной музыки «Голоса музыки в Верхней Галилее».

## География
Кибуц Кфар-Блюм расположен в Северном округе Израиля, на севере долины Хула в 6 км юго-восточнее Кирьят-Шмоны. Площадь кибуца — 450 га.
Относится к Объединённому кибуцному движению, административно входит в региональный совет Ха-Галиль-ха-Элион.

## История
Основателями кибуца стала группа еврейских иммигрантов из стран Западной Европы и Прибалтики, с 1936 года несколько раз переселявшаяся с места на место в подмандатной Палестине. Её костяк составляли халуцим, прошедшие подготовку в школах «Ха-Боним» (Великобритания) и «Нецах» (Прибалтика и Восточная Европа) и в 1938 году объединившихся в поселенческую группу «Англо-Балти». Позже в её состав вошла также молодёжь, прибывшая в 1939 году из Австрии и Чехии. Последним местом дислокации группы в процессе подготовки к основанию кибуца стала ферма Наама (ныне в составе кибуца Мисгав-Ам).
Официально кибуц был основан 10 ноября 1948 года и получил имя в честь французского еврейского политика-социалиста Леона Блюма.

## Население
По данным Центрального статистического бюро Израиля, население на начало 2020 года составляло 766 человек.
Согласно переписи населения 2008 года, в кибуце проживали 430 человек, более 90 % из них — евреи. 70 % жителей-евреев составляли уроженцы Израиля, среди репатриантов преобладали прибывшие в страну до начала 1990-х годов (более 80 %). Примерно четверь жителей переехала в Кфар-Блюм в течение 5 лет, предшествовавших переписи населения.
Медианный возраст жителей в 2008 году составлял 41 год, 15 % населения составляли дети и подростки в возрасте до 17 лет включительно, 19 % — люди пенсионного возраста (65 лет и старше). Около половины жителей в возрасте 15 лет и старше состояли в браке, в среднем на замужнюю женщину приходилось 2,4 ребёнка. В кибуце насчитывалось около 200 домохозяйств, на домохозяйство в среднем приходилось 2,1 человека, при этом почти половина домохозяйств состояла из одного жителя.
Более 3/4 жителей в 2008 году имели образование выше среднего (13 лет учёбы и больше), в том числе почти половина — академическую степень от бакалавра и выше.

## Экономика
Основными отраслями сельскохо хозяйства являются садоводство, полеводство (в основном выращивание хлопчатника и фуражной люцерны), тепличное цветоводство, молочное животноводство и птицеводство. В Кфар-Блюме действуют фабрики Galcon (производство автоматизированных систем мониторинга и управления ирригацией) и Galtech (компьютеризированные системы управления производством). Благодаря удачному географическому положению развита индустрия туризма и активного отдыха: на территории кибуца расположен краеведческий центр долины Хула «Бет тева» и гостиницы (крупнейшая — «Пастораль» — на 192 номера), с 1985 года проводится фестиваль камерной музыки «Голоса музыки в Верхней Галилее». В Кфар-Блюме располагаются также региональный спортивный комплекс и центр сценических искусств им. Клора.
По данным переписи населения 2008 года, 70 % жителей кибуца были частью трудоспособного населения Израиля, 100 % из этого числа были трудоустроены. Около четверти работников были заняты в системе образования, ещё четверть на административной работе и в сфере услуг населению, по 10 % — в промышленности и ресторанно-гостиничном бизнесе.
В 2008 году в 80 % домохозяйств имелся компьютер, почти в 60 % — частный автомобиль (примерно в 20 % — два и больше). В среднем на домохозяйство приходилось 1,5 сотовых телефона, в большинстве имевшихся в Кфар-Блюме единиц жилья было по 3-4 комнаты (средняя плотность 0,6 человека на комнату).